# Josef Hopmann
Josef Hopmann (22 de diciembre de 1890 – 11 de octubre de 1975) fue un astrónomo alemán.

## Semblanza
Hopmann nació en Berlín. Se formó en las universidades de Bonn y Berlín, siendo ayudante en el Observatorio de Bonn en 1914. En 1930 fue nombrado profesor titular y director del Observatorio de Leipzig y del Observatorio de Viena. Entre 1918 y 1974 publicó casi 100 artículos científicos. En 1931-32, descubrió con Heribert Schneller que Azaleh es una estrella binaria.

## Eponimia
- El asteroide 1985 Hopmann lleva este nombre en su memoria.
- El cráter lunar Hopmann situado en el lado lejano de la Luna también conmemora su nombre.